# 朴義春
朴義春（1932年—），朝鮮政治人物及外交官，前任外務相。

## 簡歷
1973年，朴義春赴任朝鮮駐喀麥隆臨時代理大使，開始其外交生涯，之後歷任朝鮮駐阿爾及利亞、敘利亞、黎巴嫩等各國的大使。1996年，朴義春獲升任為外務省副相，接替於年初病逝的白南淳。從1998年4月開始的8年間，朴義春出任朝鮮駐俄羅斯大使，直至2006年4月解任，由金榮在繼任。
朴義春亦是朝鮮最高人民會議的代議員（第433號選區）。
2007年5月18日，朝鮮最高人民會議常任委員會頒布朴義春出任新內閣的外務相。2007年6月20日，在平壤市高麗飯店與外務省副相金永日與菲律賓駐朝鮮大使及外務省一行人會談。
2008年4月28日，朴義春外訪北京，獲時任国务委员戴秉国在北京中南海接見。2014年4月卸任外务相职务，由李洙墉接任。